# Chiesa di San Pietro (Lipari)
La chiesa di San Pietro è un edificio di culto ubicato in via Vittorio Emanuele a Lipari, parrocchia di San Pietro.

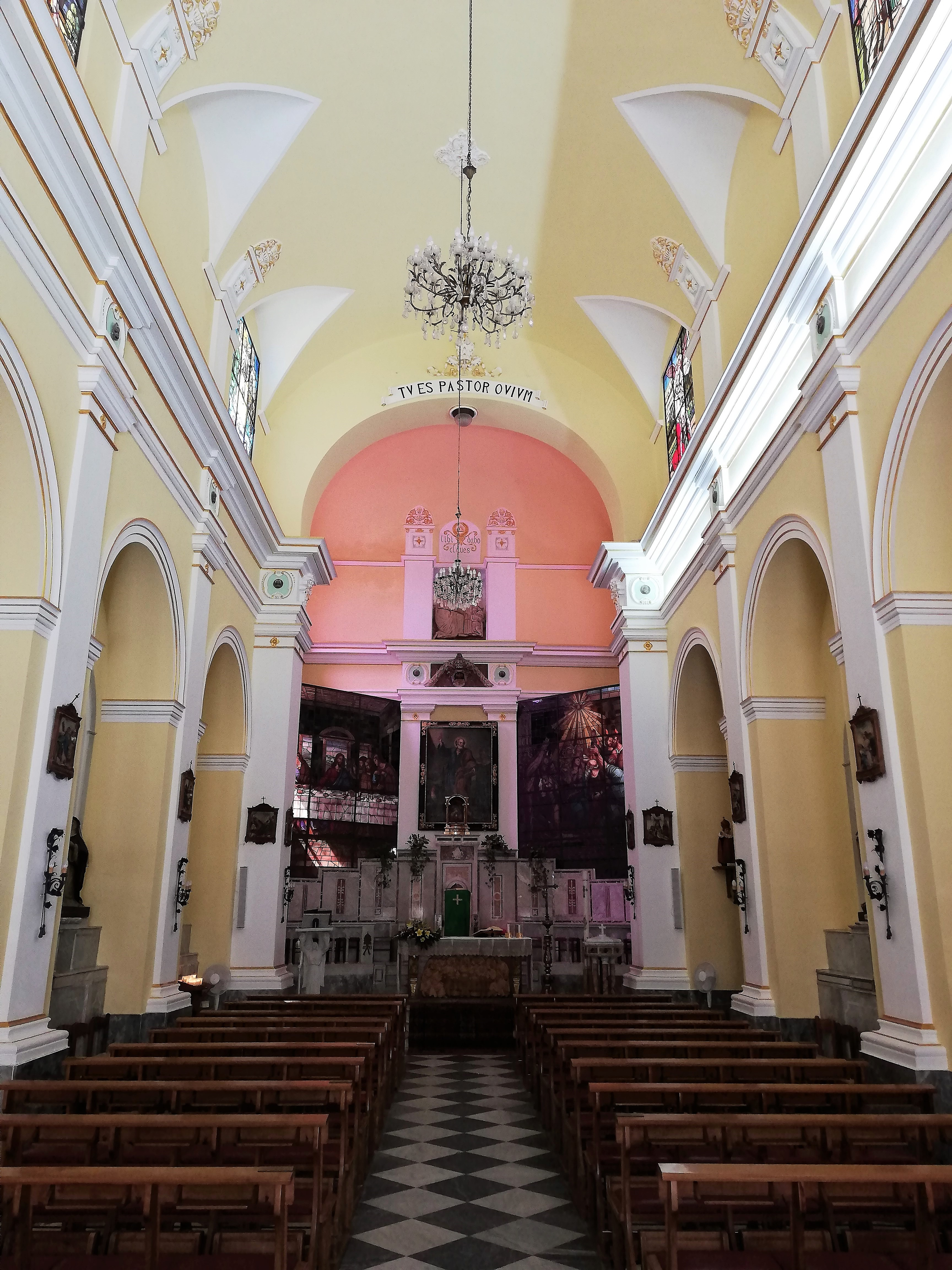
Navata

## Storia

### Epoca spagnola
Il primitivo luogo di culto consistente una chiesetta o un'edicola o una cappella, dedicata al Principe degli Apostoli, è documentato come piccola costruzione in stile barocco prima della grande distruzione su un'area adiacente alla chiesa attuale.
Luglio 1544. L'isola e la città di Lipari sono assaltate, assediate, invase e devastate da Khayr al-Din Barbarossa: saccheggi e distruzioni documentati come la grande ruina. Il corsaro ottomano si insediò nelle strutture ipogee della chiesa di San Giuseppe con armi da fuoco pesanti, dalla postazione sferrò un pesante attacco tramite fitto bombardamento alla rocca.
I martellanti cannoneggiamenti rasero al suolo ampie zone cittadine al punto che l'imperatore Carlo V e Papa Paolo III decretarono e predisposero l'immediato ripopolamento e la conseguente ricostruzione, sebbene la città apparisse completamente disabitata. Nel 1545 furono riedificate la chiesa di San Giuseppe, la chiesa di San Pietro e la chiesa delle Anime del Purgatorio.

### Epoca contemporanea
Nel 1922 il tempio è elevato a parrocchia, lo stesso fu demolito nel 1929 allo scopo di edificare una costruzione più grande, completata nel 1933.
Il campanile fu eretto nel dopoguerra e inaugurato il 7 luglio 1950.

## Interno
Altari e nicchie in arcate incassate alle pareti.

### Navata destra
- Prima campata: Altare e nicchia parietale con statua raffigurante Sant'Antonio di Padova.
- Seconda campata: Altare e nicchia parietale con statua raffigurante San Francesco di Paola del 1700.
- Terza campata: Altare e nicchia parietale con statua raffigurante la Madonna della Consolazione.

- Quarta campata: Cappella del Santissimo Crocifisso.

### Navata sinistra
- Prima campata: Altare di San Giovanni Battista. Nicchia parietale con statua in cartapesta raffigurante San Giovanni Battista del 1945, opera dello scultore Luigi Guacci di Lecce,
- Seconda campata: ?. Nicchia parietale con statua.
- Terza campata: Altare del Santo Rosario. Nicchia parietale con gruppo statuario raffigurante la Madonna del Rosario, opera in cartapesta proveniente dalla chiesa di Santa Lucia.
- Quarta campata: Altare del Sacro Cuore di Gesù. Nicchia parietale con statua raffigurante il Sacro Cuore di Gesù.

### Sacrestia
- 1595, San Giovanni Battista e Vergine Maria ritratti con San Nicola, dipinto su tavola,[3] opera custodita in sacrestia, recante la seguente iscrizione: "Questa Cona è stata facta in Napoli per li mastri et governatori della confrataria de San Nicola nella fedelissima città de Lipari per mano de Maino Maiorca maestro de detta confrataria agiutata dalle elemosine per mano di Angelo Vitigliano nell'anno 1565 nel primo di aprile".
- 1716, San Pietro sciolto dalle catene raffigurato con un Angelo, dipinto autografo recante l'iscrizione "MOLETI PINXIT ANNO DNI 1716".[4]
- ?, Decollazione del Battista.[4]
- ?, Miracolo di San Nicolò.[4]
- ?, Padre Eterno.[4]

## Confraternita di San Pietro

### Oratorio di San Pietro
Oratorio di San Pietro.

## Chiesa del Rosario
- Chiesa del Rosario o chiesa del Pozzo

## Chiesa di Maria Santissima dell'Arco
Titolo completo: chiesa di Maria Santissima dell'Arco e dei Santi Giovanni Battista e Nicolò.
Fino all'800 esisteva una piccola chiesa, edificio che per l'alto degrado fu poi demolito. Era dedicata a Maria Santissima dell'Arco e dei Santi Giovanni Battista e Nicolò, probabilmente eretta prima del sacco del Barbarossa del 1544, in quanto già restaurata nel 1563.

### Confraternita
Titolo completo: Confraternita di Maria Santissima dell'Arco e dei Santi Giovanni Battista e Nicolò.
La confraternita commissionò a Napoli nel 1595 una grande tavola raffigurante la Vergine Maria dell'Arco ritratta tra San Giovanni Battista e Nicolò.

## Parroci
- Giuseppe Raffaele, ? - 1958.
- Giovannino Bonica, 1958 - 1967.
- Alfredo Adornato, 1967 - 1974.
- Gaetano Sardella, 1974.